# Трудолюбовка (Солонянский район)
Трудолюбовка (укр. Трудолюбівка) — село,
Привольненский сельский совет,
Солонянский район,
Днепропетровская область,
Украина.
Код КОАТУУ — 1225086007. Население по переписи 2001 года составляло 72 человека .

## Географическое положение
Село Трудолюбовка находится на правом берегу реки Мокрая Сура,
выше по течению на расстоянии в 2,5 км расположено село Маяк,
ниже по течению на расстоянии в 0,5 км расположено село Привольное,
на противоположном берегу — село Петровское.
Рядом проходит железная дорога, станция Платформа 257 км в 2-х км.